# Рзазаде, Мухаммед Мухаггар оглы
Мухаммед Рзазаде (азерб. Məhəmməd Rzazadə; 1890, Цуртави, Болнисский район — 1942) — азербайджанский поэт. Проживал и осуществлял творческую деятельность в Грузии.

## Биография
Родился в 1890 году в Цуртави в семье азербайджанцев. В семь лет пошел в школу. Проучившись два года, ему пришлось бросить школу из-за смерти отца. В 1902 году учился у Гусейна Эфенди, который работал учителем в русско-татарской школе в соседнем селе Нахидури, а позже обучал нескольких учеников дома.
Творчество начал ещё в раннем возрасте под псевдонимом «Мухаггар» (что в переводе означает «беспомощный»), под которым получил известность. Его произведения издавались в журналах «Vətən», «Qızıl Şəfəq», «Gənc nəsl», «Dan Ulduzu», газетах «Йени фикир», «İşıq yolu». Некоторые стихи были напечатаны в журнале «Молла Насреддин». Произведения печатались на арабской вязи.
В 1920 году в Тифлисе типографией «Şərq» («Восток») был напечатан сборник его стихов «El şeirləri» («Стихи народа»).
В 1920—21 годах печатался в журнале «Ватан». Его произведения включены в сборник «Əşar məcmuəsi» («Журнал стихов»), изданный в Тифлисе в 1920 году.
Умер в 1942 году.